# Австрия на «Евровидении-1999»
Австрия участвовала в сорок четвёртом выпуске телевизионного конкурса Евровидение-1999, который состоялся 29 мая в Иерусалиме, Израиль. Страна вернулась после вынужденного годового перерыва, связанного с низким средним баллом за предыдущие пять лет, из-за которого её пришлось дисквалифицировать. Австрию представляла певица Бобби Зингер с композицией Reflection («Отражение»), написанной Дэйвом Москиным. Это был первый раз с 1976 года, когда страна отправляла на Евровидение песню на английском языке. По итогам голосования Бобби заняла десятое место из 23, набрав 65 очков. Данный результат позволил Австрии принять участие на Евровидение-2000. Таким образом, Reflection стала предшественницей австрийской заявки 2000 года All to You в исполнении The Rounder Girls. Конкурс был показан на канале ORF eins с комментариями Энди Кнолля. Глашатаем была Додо Рошич.

## Предыстория
К моменту своего участия на конкурсе 1999 года Австрия уже участвовала на Евровидение 36 раз, начиная с 1957 года. За это время страна выигрывала всего однажды: в 1966 году с песней Merci, Chérie в исполнении Удо Юргенса. Австрия также отвечала за организацию конкурса однажды: в 1967 году Евровидение проходило в бальном зале дворца Хофбург в Вене. Австрия семь раз финишировала последней, причём три из них с нулём баллов: в 1962, 1988 и 1991 годах. На Евровидение-1997 страну представляла певица Беттина Сориат с песней One Step, где финишировала на 21-м месте, набрав только 12 баллов.

## До «Евровидения»

### Внутренний отбор
Австрийский телевещатель Österreichischer Rundfunk (ORF) с 1957 года отвечает за организацию отбора заявки на Евровидение и трансляцию конкурса. Осенью 1998 года вещатель объявил о своём возвращении на конкурс. С 1995 года ORF использовал внутренний отбор для выбора артиста и песни. Данный метод был использован и для участия на Евровидение-1999.
В начале 1999 года ORF поступило около двухсот заявок от различных рекорд-компаний. Среди артистов, которые также представили свои песни телекомпании, были певцы Джейд Дэвис и Мэгги E.C., дуэты Bluatschink и Two in One, а также группы c-bra, Free & Single и Young. 12 февраля 1999 года в офисе радиостанции Ö3 прошла пресс-конференция, в ходе которой глава радиостанции Ö3 Богдан Рошич и директор по развлечениям ORF Дитер Бёттгер объявили, что композиция Reflection in Your Eyes в исполении Бобби Зингер будет представлять Австрию на Евровидение в Иеруслаиме. Что касается её выбора в качестве австрийской участницы, Зингер заявила: «Тот факт, что меня выбрали, — это полное безумие. Я не ожидаю многого, но надеюсь на победу». Официальная презентация песни, переименованной в Reflection, состоялась 25 февраля в программе Vera её ведущим Дитером Хмеларом. 1 марта 1999 года состоялся релиз на CD сингла Reflection, куда вошли как оригинальная версия песни, так и её ремиксы.

## На «Евровидении»
По правилам конкурса Евровидение-1999, список стран-участниц состоит из страны-победительницы прошлого выпуска, 17 стран с высоким средним баллом за предыдущие пять конкурсов и тех стран, кто не участвовал в Евровидение-1998, но транслировал его. Поскольку Австрия не участвовала в предыдущем выпуске конкурса, но транслировала его, то она была допущена к участию. 17 ноября 1998 года состоялась жеребьёвка по распределению мест, и Бобби Зингер выступала под номером 18, между Ирландией и Израилем. Перед конкурсом букмекеры объявили, что Австрию номинировали на десятое место. Однако после генеральных репетиций шансы страны возросли до седьмого места. По итогам голосования Бобби заняла десятое место из 23, набрав 65 очков. Данный результат позволил Австрии принять участие на Евровидение-2000.
В 1997 году Европейский вещательный союз ввёл в некоторых странах телеголосование вместо прежнего голосования жюри. На данную процедуру в 1999 году перешло большинство стран. 12 очков австрийские телезрители присудили Боснии и Герцеговине.

### Голосование
| Очки      | Страна                    |
| --------- | ------------------------- |
| 12 баллов |                           |
| 10 баллов |                           |
| 8 баллов  | - Исландия - Эстония      |
| 7 баллов  | - Великобритания - Швеция |
| 6 баллов  | - Бельгия - Норвегия      |
| 5 баллов  | - Германия - Португалия   |
| 4 балла   | - Словения                |
| 3 балла   | - Дания - Польша          |
| 2 балла   | - Нидерланды              |
| 1 балл    | - Кипр                    |

| Очки      | Страна               |
| --------- | -------------------- |
| 12 баллов | Босния и Герцеговина |
| 10 баллов | Германия             |
| 8 баллов  | Хорватия             |
| 7 баллов  | Мальта               |
| 6 баллов  | Швеция               |
| 5 баллов  | Дания                |
| 4 балла   | Нидерланды           |
| 3 балла   | Эстония              |
| 2 балла   | Исландия             |
| 1 балл    | Израиль              |